# 小林幹也
小林 幹也（こばやし みきや、Mikiya Kobayashi、1981年 -  ）は日本のデザイナー。東京都生まれ。MIKIYA KOBAYASHI DESIGN 代表。武蔵野美術大学工芸工業デザイン学科卒。

## 略歴
1981年東京都生まれ。
2005年武蔵野美術大学工芸工業デザイン学科卒業。
インテリアデザイン会社勤務後、MIKIYA KOBAYASHI DESIGN設立。
家具、プロダクトからインテリアデザインまで幅広く活動。
世界各国の様々な企業とプロジェクトを手掛ける。
2012年、株式会社小林幹也スタジオ設立。

## 受賞歴
2010年ドイツのインターナショナル・フォーラム・デザイン・ハノーファーが毎年開催する世界的に最も権威のあるデザイン賞の一つ、IF PRODUCT DESIGN AWARD 2010にて金賞受賞、red dot design award 2010受賞はじめ受賞歴多数。